# Rio Auaris
Le rio Auaris est une rivière brésilienne située au nord-ouest de l'État de Roraima. Son cours se situe dans la municipalité d'Amajari, dans la réserve indigène des Yanomami, et il se jette dans le rio Uraricoera (pt).